# Grey Cup
Grey Cup ist der Name der Meisterschaft der Canadian Football League und der Trophäe, die dem siegreichen Team überreicht wird.
Am 5. Mai 2011 wurde der Grey Cup – als Wettbewerb und Trophäe – durch die kanadische Regierung, auf Vorschlag des Historic Sites and Monuments Board of Canada, zu einem „nationalen historischen Ereignis“ erklärt.

## Geschichte
Der Grey Cup wurde vom damaligen Generalgouverneur Kanadas, dem Vierten Earl Grey, gestiftet, um das beste Amateur-Senior-Hockey-Team auszuzeichnen. Grey wurde jedoch von Montagu Allan ausgestochen, woraus der Allan Cup entstand. Im Jahre 1909 stiftete Grey schließlich den Cup an das Amateurrugbyteam Kanadas damit auszuzeichnen. Der erste Grey Cup fand schließlich am 4. Dezember 1909 statt. Während dieser Zeit begann sich kanadisches Rugby deutlich vom traditionellen, britischen Rugby zu unterscheiden. Mit der Zeit trat der Grey Cup in den Besitz der professionellen Canadian Football League über. Amateurteams kämpfen heute um den Vanier Cup.

## Grey-Cup-Sieger

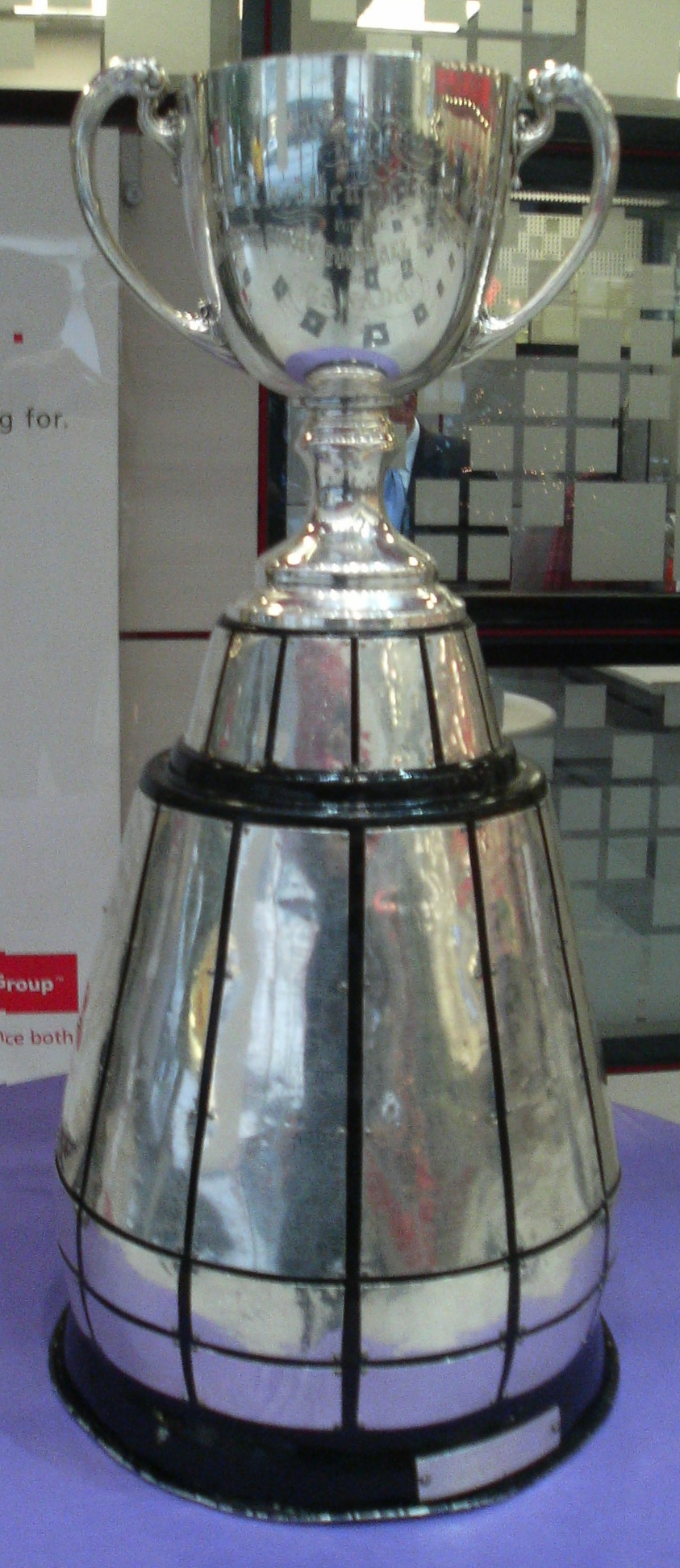
Grey Cup

| Jahr | Grey Cup                                       | Austragungsort                                 | Cupgewinner                                    | Ergebnis                                       | Finalgegner                                    |
| ---- | ---------------------------------------------- | ---------------------------------------------- | ---------------------------------------------- | ---------------------------------------------- | ---------------------------------------------- |
| 1909 | 1.                                             | Toronto                                        | University of Toronto Varsity Blues            | 26:06                                          | Toronto Parkdale                               |
| 1910 | 2.                                             | Hamilton                                       | University of Toronto Varsity Blues            | 16:07                                          | Hamilton Tigers                                |
| 1911 | 3.                                             | Toronto                                        | University of Toronto Varsity Blues            | 14:07                                          | Toronto Argonauts                              |
| 1912 | 4.                                             | Hamilton                                       | Hamilton Alerts                                | 11:04                                          | Toronto Argonauts                              |
| 1913 | 5.                                             | Hamilton                                       | Hamilton Tigers                                | 44:02                                          | Toronto Parkdale                               |
| 1914 | 6.                                             | Toronto                                        | Toronto Argonauts                              | 14:02                                          | University of Toronto Varsity Blues            |
| 1915 | 7.                                             | Toronto                                        | Hamilton Tigers                                | 13:07                                          | Toronto Rowing                                 |
| 1916 | Nicht ausgerichtet wegen des Ersten Weltkriegs | Nicht ausgerichtet wegen des Ersten Weltkriegs | Nicht ausgerichtet wegen des Ersten Weltkriegs | Nicht ausgerichtet wegen des Ersten Weltkriegs | Nicht ausgerichtet wegen des Ersten Weltkriegs |
| 1917 | Nicht ausgerichtet wegen des Ersten Weltkriegs | Nicht ausgerichtet wegen des Ersten Weltkriegs | Nicht ausgerichtet wegen des Ersten Weltkriegs | Nicht ausgerichtet wegen des Ersten Weltkriegs | Nicht ausgerichtet wegen des Ersten Weltkriegs |
| 1918 | Nicht ausgerichtet wegen des Ersten Weltkriegs | Nicht ausgerichtet wegen des Ersten Weltkriegs | Nicht ausgerichtet wegen des Ersten Weltkriegs | Nicht ausgerichtet wegen des Ersten Weltkriegs | Nicht ausgerichtet wegen des Ersten Weltkriegs |
| 1919 | Nicht ausgerichtet wegen der Spanischen Grippe | Nicht ausgerichtet wegen der Spanischen Grippe | Nicht ausgerichtet wegen der Spanischen Grippe | Nicht ausgerichtet wegen der Spanischen Grippe | Nicht ausgerichtet wegen der Spanischen Grippe |
| 1920 | 8.                                             | Toronto                                        | University of Toronto Varsity Blues            | 16:03                                          | Toronto Argonauts                              |
| 1921 | 9.                                             | Toronto                                        | Toronto Argonauts                              | 23:0                                           | Edmonton Eskimos                               |
| 1922 | 10.                                            | Kingston                                       | Queen’s University Golden Gaels                | 13:01                                          | Edmonton Elks                                  |
| 1923 | 11.                                            | Toronto                                        | Queen’s University Golden Gaels                | 54:0                                           | Regina Roughriders                             |
| 1924 | 12.                                            | Toronto                                        | Queen’s University Golden Gaels                | 11:02                                          | Toronto Balmy Beach                            |
| 1925 | 13.                                            | Ottawa                                         | Ottawa Senators                                | 24:01                                          | Winnipeg Tigers                                |
| 1926 | 14.                                            | Toronto                                        | Ottawa Senators                                | 10:07                                          | University of Toronto Varsity Blues            |
| 1927 | 15.                                            | Toronto                                        | Toronto Balmy Beach                            | 09:06                                          | Hamilton Tigers                                |
| 1928 | 16.                                            | Hamilton                                       | Hamilton Tigers                                | 30:0                                           | Regina Roughriders                             |
| 1929 | 17.                                            | Hamilton                                       | Hamilton Tigers                                | 14:03                                          | Regina Roughriders                             |
| 1930 | 18.                                            | Toronto                                        | Toronto Balmy Beach                            | 11:06                                          | Regina Roughriders                             |
| 1931 | 19.                                            | Montreal                                       | Montréal AAA                                   | 22:0                                           | Regina Roughriders                             |
| 1932 | 20.                                            | Hamilton                                       | Hamilton Tigers                                | 25:06                                          | Regina Roughriders                             |
| 1933 | 21.                                            | Sarnia                                         | Toronto Argonauts                              | 04:03                                          | Sarnia Imperials                               |
| 1934 | 22.                                            | Toronto                                        | Sarnia Imperials                               | 20:12                                          | Regina Roughriders                             |
| 1935 | 23.                                            | Hamilton                                       | Winnipeg 'Pegs                                 | 18:12                                          | Hamilton Tigers                                |
| 1936 | 24.                                            | Toronto                                        | Sarnia Imperials                               | 26:20                                          | Ottawa Rough Riders                            |
| 1937 | 25.                                            | Toronto                                        | Toronto Argonauts                              | 04:03                                          | Winnipeg Blue Bombers                          |
| 1938 | 26.                                            | Toronto                                        | Toronto Argonauts                              | 30:07                                          | Winnipeg Blue Bombers                          |
| 1939 | 27.                                            | Ottawa                                         | Winnipeg Blue Bombers                          | 08:07                                          | Ottawa Rough Riders                            |
| 1940 | 28. (Spiel 1) 1                                | Toronto                                        | Ottawa Rough Riders                            | 08:02                                          | Toronto Balmy Beach                            |
| 1940 | 28. (Spiel 2) 1                                | Ottawa                                         | Ottawa Rough Riders                            | 12:05                                          | Toronto Balmy Beach                            |
| 1941 | 29.                                            | Toronto                                        | Winnipeg Blue Bombers                          | 18:16                                          | Ottawa Rough Riders                            |
| 1942 | 30.                                            | Toronto                                        | Toronto RCAF                                   | 08:05                                          | Winnipeg RCAF                                  |
| 1943 | 31.                                            | Toronto                                        | Hamilton Flying Wildcats                       | 23:14                                          | Winnipeg RCAF                                  |
| 1944 | 32.                                            | Hamilton                                       | Montreal HMCS                                  | 07:06                                          | Hamilton Flying Wildcats                       |
| 1945 | 33.                                            | Toronto                                        | Toronto Argonauts                              | 35:0                                           | Winnipeg Blue Bombers                          |
| 1946 | 34.                                            | Toronto                                        | Toronto Argonauts                              | 28:06                                          | Winnipeg Blue Bombers                          |
| 1947 | 35.                                            | Toronto                                        | Toronto Argonauts                              | 10:09                                          | Winnipeg Blue Bombers                          |
| 1948 | 36.                                            | Toronto                                        | Calgary Stampeders                             | 12:07                                          | Ottawa Rough Riders                            |
| 1949 | 37.                                            | Toronto                                        | Montreal Alouettes                             | 28:15                                          | Calgary Stampeders                             |
| 1950 | 38. (The Mud Bowl)                             | Toronto                                        | Toronto Argonauts                              | 13:0                                           | Winnipeg Blue Bombers                          |
| 1951 | 39.                                            | Toronto                                        | Ottawa Rough Riders                            | 21:14                                          | Saskatchewan Roughriders                       |
| 1952 | 40.                                            | Toronto                                        | Toronto Argonauts                              | 21:11                                          | Edmonton Eskimos                               |
| 1953 | 41.                                            | Toronto                                        | Hamilton Tiger-Cats                            | 12:06                                          | Winnipeg Blue Bombers                          |
| 1954 | 42.                                            | Toronto                                        | Edmonton Eskimos                               | 26:25                                          | Montreal Alouettes                             |
| 1955 | 43.                                            | Vancouver                                      | Edmonton Eskimos                               | 34:19                                          | Montreal Alouettes                             |
| 1956 | 44.                                            | Toronto                                        | Edmonton Eskimos                               | 50:27                                          | Montreal Alouettes                             |
| 1957 | 45.                                            | Toronto                                        | Hamilton Tiger-Cats                            | 32:07                                          | Winnipeg Blue Bombers                          |
| 1958 | 46.                                            | Vancouver                                      | Winnipeg Blue Bombers                          | 35:28                                          | Hamilton Tiger-Cats                            |
| 1959 | 47.                                            | Toronto                                        | Winnipeg Blue Bombers                          | 21:07                                          | Hamilton Tiger-Cats                            |
| 1960 | 48.                                            | Vancouver                                      | Ottawa Rough Riders                            | 16:06                                          | Edmonton Eskimos                               |
| 1961 | 49. 2                                          | Toronto                                        | Winnipeg Blue Bombers                          | 21:14                                          | Hamilton Tiger-Cats                            |
| 1962 | 50. (The Fog Bowl)                             | Toronto                                        | Winnipeg Blue Bombers                          | 28:27                                          | Hamilton Tiger-Cats                            |
| 1963 | 51.                                            | Vancouver                                      | Hamilton Tiger-Cats                            | 21:10                                          | BC Lions                                       |
| 1964 | 52.                                            | Toronto                                        | BC Lions                                       | 34:24                                          | Hamilton Tiger-Cats                            |
| 1965 | 53.                                            | Toronto                                        | Hamilton Tiger-Cats                            | 22:16                                          | Winnipeg Blue Bombers                          |
| 1966 | 54.                                            | Vancouver                                      | Saskatchewan Roughriders                       | 29:14                                          | Ottawa Rough Riders                            |
| 1967 | 55.                                            | Ottawa                                         | Hamilton Tiger-Cats                            | 24:01                                          | Saskatchewan Roughriders                       |
| 1968 | 56.                                            | Toronto                                        | Ottawa Rough Riders                            | 24:21                                          | Calgary Stampeders                             |
| 1969 | 57.                                            | Montreal                                       | Ottawa Rough Riders                            | 29:11                                          | Saskatchewan Roughriders                       |
| 1970 | 58.                                            | Toronto                                        | Montreal Alouettes                             | 23:10                                          | Calgary Stampeders                             |
| 1971 | 59.                                            | Vancouver                                      | Calgary Stampeders                             | 14:11                                          | Toronto Argonauts                              |
| 1972 | 60.                                            | Hamilton                                       | Hamilton Tiger-Cats                            | 13:10                                          | Saskatchewan Roughriders                       |
| 1973 | 61.                                            | Toronto                                        | Ottawa Rough Riders                            | 22:18                                          | Edmonton Eskimos                               |
| 1974 | 62.                                            | Vancouver                                      | Montreal Alouettes                             | 20:07                                          | Edmonton Eskimos                               |
| 1975 | 63.                                            | Calgary                                        | Edmonton Eskimos                               | 09:08                                          | Montreal Alouettes                             |
| 1976 | 64.                                            | Toronto                                        | Ottawa Rough Riders                            | 23:20                                          | Saskatchewan Roughriders                       |
| 1977 | 65. (The Ice Bowl)                             | Montreal                                       | Montreal Alouettes                             | 41:06                                          | Edmonton Eskimos                               |
| 1978 | 66.                                            | Toronto                                        | Edmonton Eskimos                               | 20:13                                          | Montreal Alouettes                             |
| 1979 | 67.                                            | Montreal                                       | Edmonton Eskimos                               | 17:09                                          | Montreal Alouettes                             |
| 1980 | 68.                                            | Toronto                                        | Edmonton Eskimos                               | 48:10                                          | Hamilton Tiger-Cats                            |
| 1981 | 69.                                            | Montreal                                       | Edmonton Eskimos                               | 26:23                                          | Ottawa Rough Riders                            |
| 1982 | 70.                                            | Toronto                                        | Edmonton Eskimos                               | 32:16                                          | Toronto Argonauts                              |
| 1983 | 71.                                            | Vancouver                                      | Toronto Argonauts                              | 18:17                                          | BC Lions                                       |
| 1984 | 72.                                            | Edmonton                                       | Winnipeg Blue Bombers                          | 47:17                                          | Hamilton Tiger-Cats                            |
| 1985 | 73.                                            | Montreal                                       | BC Lions                                       | 37:24                                          | Hamilton Tiger-Cats                            |
| 1986 | 74.                                            | Vancouver                                      | Hamilton Tiger-Cats                            | 39:15                                          | Edmonton Eskimos                               |
| 1987 | 75.                                            | Vancouver                                      | Edmonton Eskimos                               | 38:36                                          | Toronto Argonauts                              |
| 1988 | 76.                                            | Ottawa                                         | Winnipeg Blue Bombers                          | 22:21                                          | BC Lions                                       |
| 1989 | 77.                                            | Toronto                                        | Saskatchewan Roughriders                       | 43:40                                          | Hamilton Tiger-Cats                            |
| 1990 | 78.                                            | Vancouver                                      | Winnipeg Blue Bombers                          | 50:11                                          | Edmonton Eskimos                               |
| 1991 | 79.                                            | Winnipeg                                       | Toronto Argonauts                              | 36:21                                          | Calgary Stampeders                             |
| 1992 | 80.                                            | Toronto                                        | Calgary Stampeders                             | 24:10                                          | Winnipeg Blue Bombers                          |
| 1993 | 81.                                            | Calgary                                        | Edmonton Eskimos                               | 33:23                                          | Winnipeg Blue Bombers                          |
| 1994 | 82.                                            | Vancouver                                      | BC Lions                                       | 26:23                                          | Baltimore Football Club                        |
| 1995 | 83. (The Wi. Bowl)                             | Regina                                         | Baltimore Stallions                            | 37:20                                          | Calgary Stampeders                             |
| 1996 | 84. (The Snow Bowl)                            | Hamilton                                       | Toronto Argonauts                              | 43:37                                          | Edmonton Eskimos                               |
| 1997 | 85.                                            | Edmonton                                       | Toronto Argonauts                              | 47:23                                          | Saskatchewan Roughriders                       |
| 1998 | 86.                                            | Winnipeg                                       | Calgary Stampeders                             | 26:24                                          | Hamilton Tiger-Cats                            |
| 1999 | 87.                                            | Vancouver                                      | Hamilton Tiger-Cats                            | 32:21                                          | Calgary Stampeders                             |
| 2000 | 88.                                            | Calgary                                        | BC Lions                                       | 28:26                                          | Montreal Alouettes                             |
| 2001 | 89.                                            | Montreal                                       | Calgary Stampeders                             | 27:19                                          | Winnipeg Blue Bombers                          |
| 2002 | 90.                                            | Edmonton                                       | Montreal Alouettes                             | 25:16                                          | Edmonton Eskimos                               |
| 2003 | 91.                                            | Regina                                         | Edmonton Eskimos                               | 34:22                                          | Montreal Alouettes                             |
| 2004 | 92.                                            | Ottawa                                         | Toronto Argonauts                              | 27:19                                          | BC Lions                                       |
| 2005 | 93. 3                                          | Vancouver                                      | Edmonton Eskimos                               | 38:35                                          | Montreal Alouettes                             |
| 2006 | 94.                                            | Winnipeg                                       | BC Lions                                       | 25:24                                          | Montreal Alouettes                             |
| 2007 | 95.                                            | Toronto                                        | Saskatchewan Roughriders                       | 23:19                                          | Winnipeg Blue Bombers                          |
| 2008 | 96.                                            | Montreal                                       | Calgary Stampeders                             | 22:14                                          | Montreal Alouettes                             |
| 2009 | 97.                                            | Calgary                                        | Montreal Alouettes                             | 28:27                                          | Saskatchewan Roughriders                       |
| 2010 | 98.                                            | Edmonton                                       | Montreal Alouettes                             | 21:18                                          | Saskatchewan Roughriders                       |
| 2011 | 99.                                            | Vancouver                                      | BC Lions                                       | 34:23                                          | Winnipeg Blue Bombers                          |
| 2012 | 100.                                           | Toronto                                        | Toronto Argonauts                              | 35:22                                          | Calgary Stampeders                             |
| 2013 | 101.                                           | Regina                                         | Saskatchewan Roughriders                       | 45:23                                          | Hamilton Tiger-Cats                            |
| 2014 | 102.                                           | Vancouver                                      | Calgary Stampeders                             | 20:16                                          | Hamilton Tiger-Cats                            |
| 2015 | 103.                                           | Winnipeg                                       | Edmonton Eskimos                               | 26:20                                          | Ottawa RedBlacks                               |
| 2016 | 104.2                                          | Toronto                                        | Ottawa RedBlacks                               | 39:33                                          | Calgary Stampeders                             |
| 2017 | 105.                                           | Ottawa                                         | Toronto Argonauts                              | 27:24                                          | Calgary Stampeders                             |
| 2018 | 106.                                           | Edmonton                                       | Calgary Stampeders                             | 27:16                                          | Ottawa Redblacks                               |
| 2019 | 107.                                           | Calgary                                        | Winnipeg Blue Bombers                          | 33:12                                          | Hamilton Tiger-Cats                            |
| 2020 | Nicht ausgerichtet wegen der Covid-19-Pandemie | Nicht ausgerichtet wegen der Covid-19-Pandemie | Nicht ausgerichtet wegen der Covid-19-Pandemie | Nicht ausgerichtet wegen der Covid-19-Pandemie |                                                |
| 2021 | 108.2                                          | Hamilton                                       | Winnipeg Blue Bombers                          | 33:25                                          | Hamilton Tiger-Cats                            |
| 2022 | 109.                                           | Regina                                         | Toronto Argonauts                              | 24:23                                          | Winnipeg Blue Bombers                          |
| 2023 | 110.                                           | Hamilton                                       | Montreal Alouettes                             | 28:24                                          | Winnipeg Blue Bombers                          |
| 2024 | 111.                                           | Vancouver                                      | Toronto Argonauts                              | 41:24                                          | Winnipeg Blue Bombers                          |

Anmerkungen:

1 Spielmodus sah zwei Begegnungen vor; Ottawa siegte insgesamt 20-7

2 Spiel wurde in der Overtime entschieden

3 Spiel wurde in der doppelten Overtime entschieden

### Statistik der Finalteilnehmer

#### Nach Mannschaften
| Mannschaft                          | Provinz          | Cupgewinne | Finalteilnahmen | Siegquote | noch aktiv? | frühere Teamnamen                         |
| ----------------------------------- | ---------------- | ---------- | --------------- | --------- | ----------- | ----------------------------------------- |
| Toronto Argonauts                   | Ontario          | 19         | 25              | 076 %     | ja          |                                           |
| Hamilton Tiger-Cats                 | Ontario          | 14         | 32              | 043 %     | ja          | Hamilton Tigers, Hamilton Flying Wildcats |
| Edmonton Eskimos                    | Alberta          | 14         | 23              | 061 %     | ja          |                                           |
| Winnipeg Blue Bombers               | Manitoba         | 12         | 29              | 041 %     | ja          | Winnipeg 'Pegs                            |
| Ottawa Rough Riders                 | Ontario          | 09         | 15              | 060 %     | nein        | Ottawa Senators                           |
| Montreal Alouettes                  | Québec           | 08         | 19              | 042 %     | ja          |                                           |
| Calgary Stampeders                  | Alberta          | 08         | 17              | 047 %     | ja          |                                           |
| BC Lions                            | British Columbia | 06         | 10              | 060 %     | ja          |                                           |
| University of Toronto Varsity Blues | Ontario          | 04         | 06              | 067 %     | nein        |                                           |
| Saskatchewan Roughriders            | Saskatchewan     | 04         | 19              | 021 %     | ja          | Regina Roughriders                        |
| Queen’s University Golden Gaels     | Ontario          | 03         | 03              | 100 %     | nein        |                                           |
| Toronto Balmy Beach                 | Ontario          | 02         | 04              | 050 %     | nein        |                                           |
| Sarnia Imperials                    | Ontario          | 02         | 03              | 067 %     | nein        |                                           |
| Baltimore Stallions                 | Maryland (USA)   | 01         | 02              | 050 %     | nein        | Baltimore Football Club                   |
| Hamilton Alerts                     | Ontario          | 01         | 01              | 100 %     | nein        |                                           |
| Montréal AAA                        | Québec           | 01         | 01              | 100 %     | nein        |                                           |
| Toronto RCAF                        | Ontario          | 01         | 01              | 100 %     | nein        |                                           |
| Montreal HMCS                       | Québec           | 01         | 01              | 100 %     | nein        |                                           |
| Ottawa RedBlacks                    | Ontario          | 01         | 03              | 33 %      | ja          |                                           |
| Toronto Parkdale                    | Ontario          | 0          | 02              | 0 %       | nein        |                                           |
| Winnipeg RCAF                       | Manitoba         | 0          | 02              | 0 %       | nein        |                                           |
| Toronto Rowing                      | Ontario          | 0          | 01              | 0 %       | nein        |                                           |
| Edmonton Elks                       | Alberta          | 0          | 01              | 0 %       | nein        |                                           |
| Winnipeg Tigers                     | Manitoba         | 0          | 01              | 0 %       | nein        |                                           |

#### Nach Provinzen
| Provinz          | Cupsiege | Finalteilnahmen | Siegquote | Mannschaften im Finale |
| ---------------- | -------- | --------------- | --------- | ---------------------- |
| Ontario 1        | 55       | 94              | 59 %      | 12                     |
| Alberta          | 22       | 41              | 54 %      | 03                     |
| Manitoba         | 12       | 32              | 38 %      | 03                     |
| Québec           | 010      | 21              | 48 %      | 03                     |
| British Columbia | 06       | 10              | 60 %      | 01                     |
| Saskatchewan     | 04       | 19              | 21 %      | 01                     |
| Maryland (USA)   | 01       | 02              | 50 %      | 01                     |

Anmerkungen:

1 darunter 14 provinz-interne Cupfinals (1940 nur einmal gezählt)